# Raffles Place

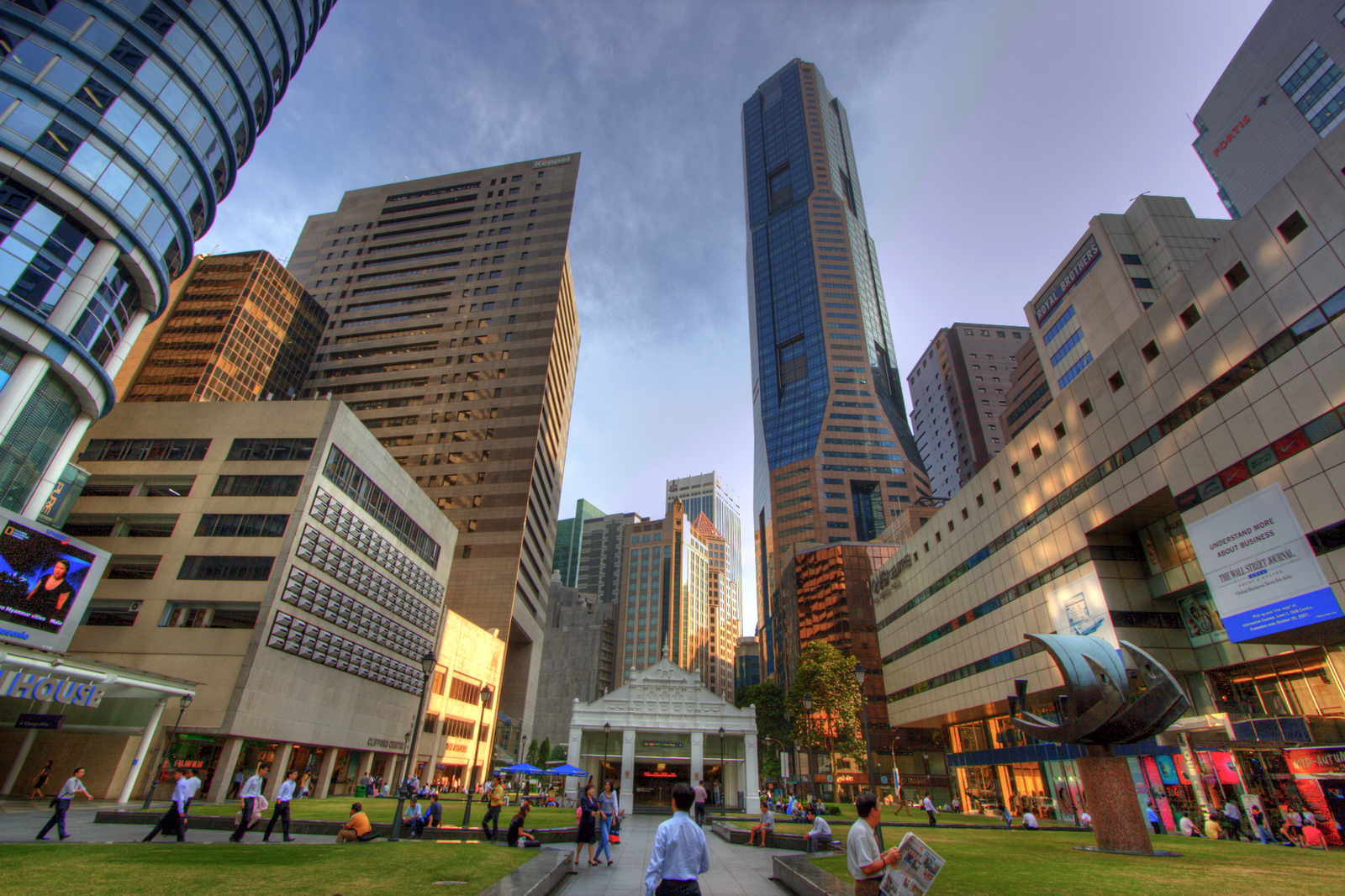
Raffles Place met in het midden de ingang van het gelijknamige metrostation.

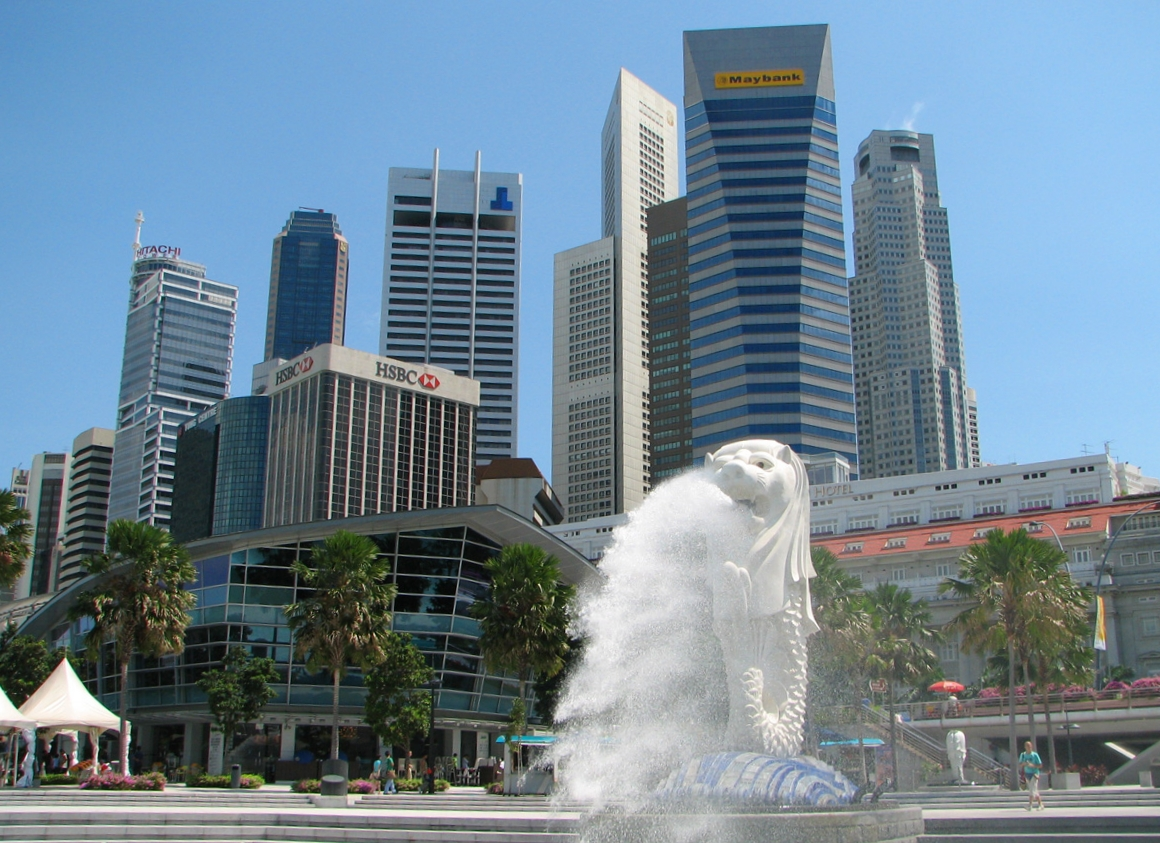
De skyline van Raffles Place met op de voorgrond het standbeeld van de Merlion en rechts The Fullerton Hotel.

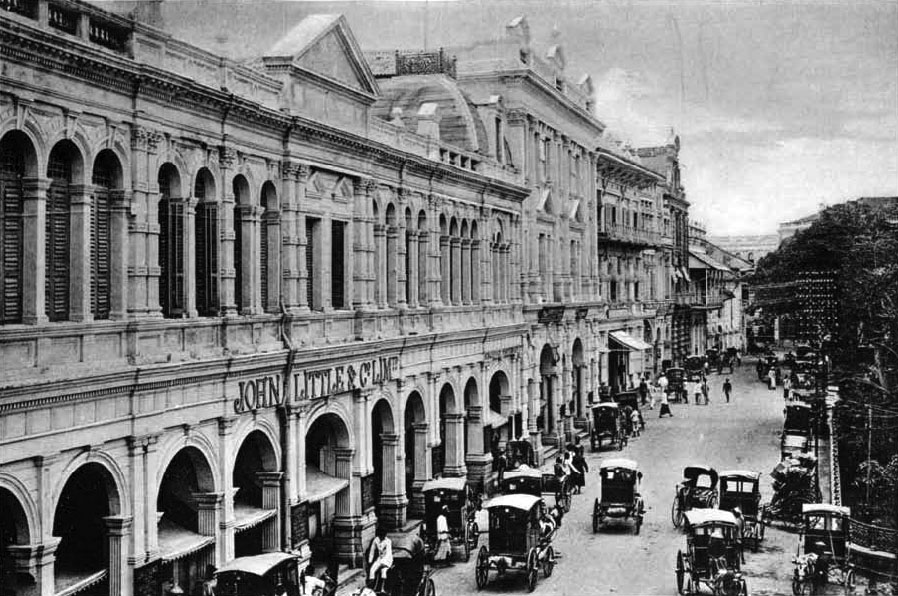
Het plein rond 1900.

Raffles Place is een plein in het centrum van Singapore. Het vormt het hart van het zakencentrum van de stad en een aantal van de hoogste wolkenkrabbers van Singapore is hier te vinden. Het plein ligt de wijk Downtown Core in Central Area bij de monding van de Singapore River.
In 1822 gaf de toenmalig gouverneur en stichter van de stad, Thomas Stamford Raffles, opdracht om een commercieel centrum aan te leggen. Dit werd een rechthoekig plein dat destijds Commercial Square genoemd werd. Het werd aangelegd in de jaren 1823 en 1824 met gebouwen tot vier verdiepingen hoog en in het midden twee plantsoenen. In 1858 kreeg het haar huidige naam.
Drie gebouwen aan het plein zijn 280 meter hoog en waren tot 2016 samen de drie hoogste gebouwen van de stad. Dit zijn UOB Plaza een laat-modernistisch gebouw, One Raffles Place dat uit twee torens bestaat met een kleine ruimte ertussen en het postmodernistische Republic Plaza.
Onder het plein ligt het metrostation Raffles Place waarop twee lijnen van de metro van Singapore aansluiten. Aangrenzend aan de bebouwing ligt The Fullerton Hotel en de wijk Boat Quay.